# Pseudopleospora ruthenica
Pseudopleospora ruthenica är en svampart som beskrevs av Petr. 1920. Pseudopleospora ruthenica ingår i släktet Pseudopleospora, klassen Dothideomycetes, divisionen sporsäcksvampar och riket svampar.   Inga underarter finns listade i Catalogue of Life.